# Alexandra Frantti

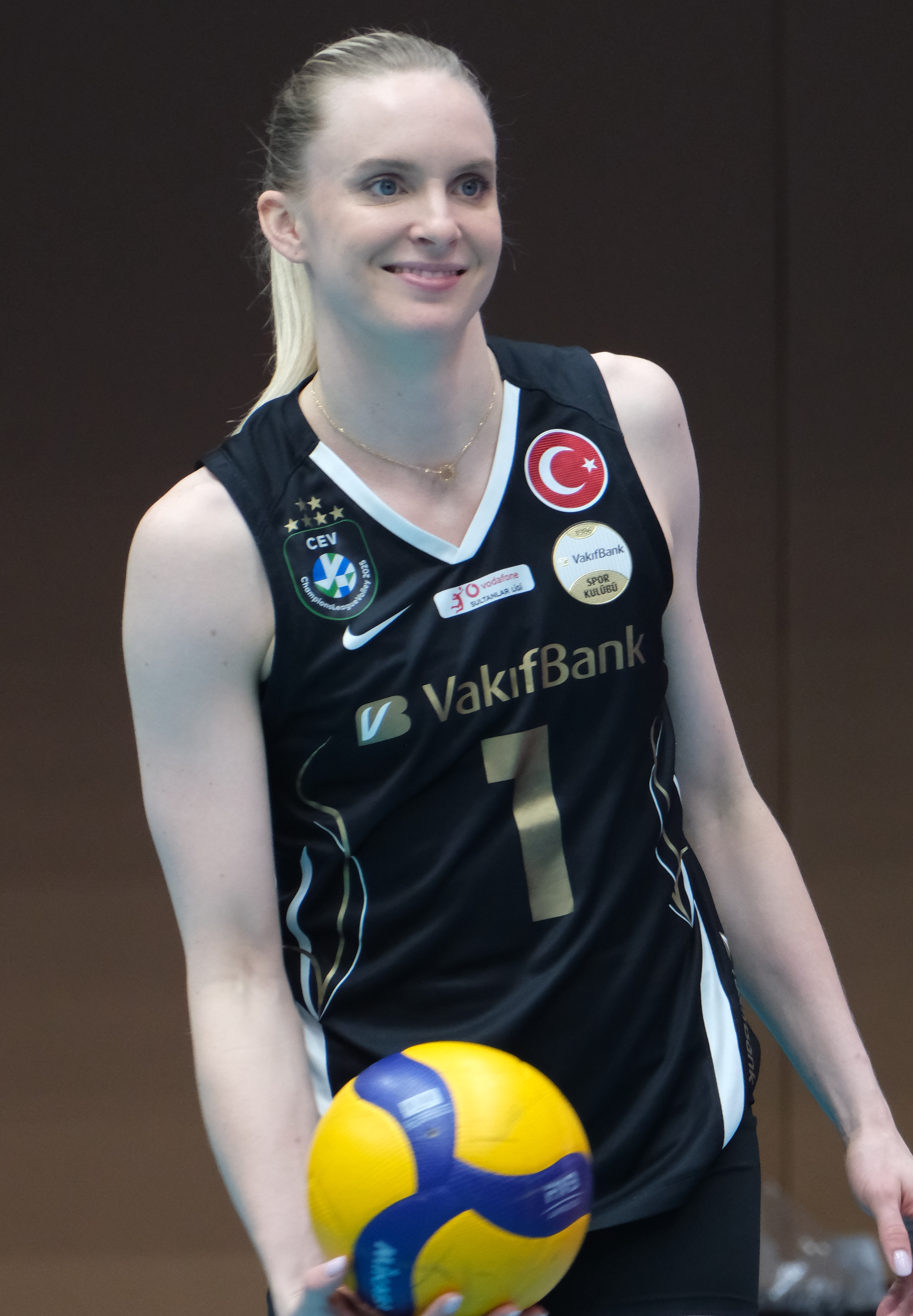
Alexandra Frantti zawodniczką VakıfBanku Stambuł w sezonie 2024/2025

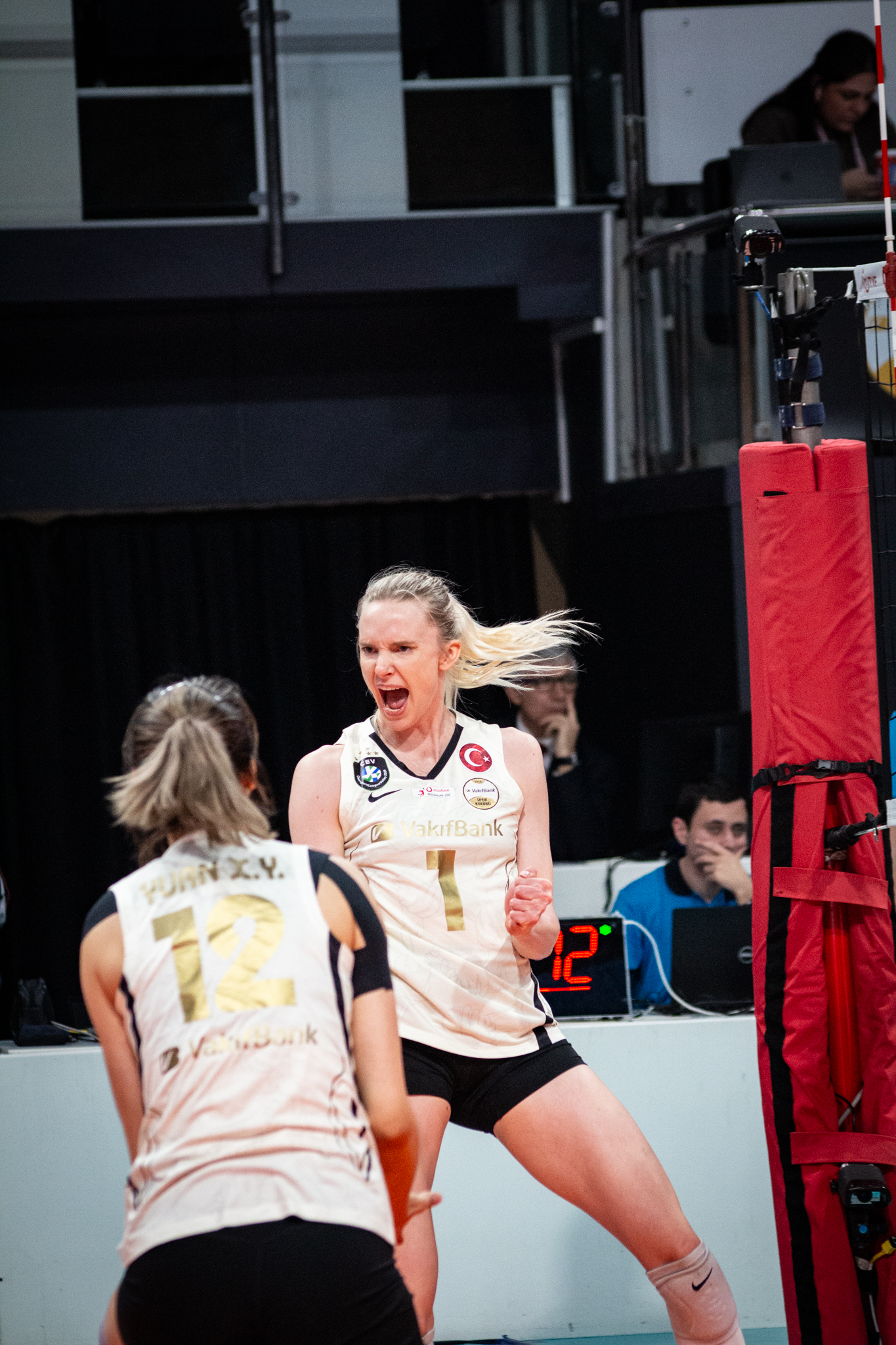
Alexandra Frantti zawodniczką VakıfBanku Stambuł w sezonie 2024/2025

Alexandra Annelise Frantti (ur. 3 marca 1996 w Highland Park) – amerykańska siatkarka, grająca na pozycji przyjmującej. 

## Przebieg kariery
| Sezon                     | Klub                                |
| ------------------------- | ----------------------------------- |
| 2014/2015                 | Penn State Nittany Lions            |
| 2015/2016                 | Penn State Nittany Lions            |
| 2016/2017                 | Penn State Nittany Lions            |
| 2017/2018 (od 01.02.2018) | Calcit Kamnik                       |
| 2018/2019                 | ASPTT Miluza                        |
| 2019/2020                 | KS DevelopRes Rzeszów               |
| 2020/2021                 | Reale Mutua Fenera Chieri           |
| 2021/2022                 | Reale Mutua Fenera Chieri           |
| 2022/2023                 | Vbc Trasporti Pesanti Casalmaggiore |
| 2023/2024                 | VakıfBank Stambuł                   |
| 2024/2025                 | VakıfBank Stambuł                   |
| 2025/2026                 | Galatasaray Daikin Stambuł          |

## Sukcesy klubowe
Liga uniwersytecka - NCAA:
- 2017

Liga słoweńska:
- 2018

Liga polska:
- 2020

Superpuchar Turcji:
- 2023[6]

Klubowe Mistrzostwa Świata:
- 2023[7]

Liga turecka:
- 2025[8]
- 2024[9]

## Sukcesy reprezentacyjne
Mistrzostwa Ameryki Północnej, Środkowej i Karaibów:
- 2023[10]

## Nagrody indywidualne
- 2014: Najlepsza przyjmująca ligi uniwersyteckiej NCAA w sezonie 2013/2014
- 2020: Najlepsza atakująca i zagrywająca Pucharu Polski